# Epeus furcatus
Epeus furcatus är en spindelart som beskrevs av Zhang J., Song D., Li D. 2003. Epeus furcatus ingår i släktet Epeus och familjen hoppspindlar. Inga underarter finns listade i Catalogue of Life.